# اویجیت روی
اویجیت روی، (ابیجیت روی یا آبهیجیت رای) (بنگالی: অভিজিৎ রায়؛۱۹۷۲ – ۲۶ فوریه ۲۰۱۵) یک نویسنده، فعال حقوق بشر و وبلاگ‌نویس آتئیست اهل بنگلادش-آمریکا بود که بارها توسط اسلام گرایان تندرو تهدید به مرگ شده بود.
آویجیت روی در سال ۱۹۷۲ در بنگلادش به دنیا آمد و در سال ۲۰۰۶ به آمریکا مهاجرت کرد و از آنجا به انتقادات خود از دولت بنگلادش به خاطر محبوس کردن وبلاگ‌نویس‌های خداناباور ادامه داد. روی، نویسنده ۱۰ کتاب، از جمله کتاب پرفروش «ویروس ایمان» در فوریه ۲۰۱۵ در مقابل نمایشگاه کتاب شهر داکا به دست افراط‌گرایان مسلمان با ضربات ساطور قطعه‌قطعه و کشته شد. پنج اسلام‌گرای افراطی روز سه‌شنبه، ۱۶ فوریه ۲۰۲۱، به خاطر قتل وحشیانه یک نویسنده بنگلادشی-یی که شش سال پیش رخ داد محکوم به اعدام شدند. یکی از افراد محکوم شده در این دادگاه سید ضیاء الحق، افسر برکنار شده ارتش بنگلادش است که رهبری گروه موسوم به انصارالاسلام را بر عهده داشت. با حکم، غلام سرور ذاکر، دادستان دادگاه ویژه ضد تروریستی داکا، هر شش نفر بازداشت شده گناهکار شناخته شده و پنج تن از آنان به مرگ و یک تن به حبس ابد محکوم شده‌است. قتل آویجیت روی که یکی از قتل‌های زنجیره‌ای توسط گروه‌های تندرو اسلامی در بنگلادش طی سال ۲۰۱۵ بود، باعث خشم فعالان سکولار و اعتراضات گسترده آنان شد.